# آلة المصور (كوكبة)
آلة المصور (باللاتينية: Pictor) من كوكبات النصف الجنوبي للكرة الأرضية. ويتوضح رؤيتها في الفترة ما بين شهري نوفمبر/تشرين الثاني وديسمبر/كانون الأول.